# Frydendal Sogn
Frydendal Sogn var et sogn i Holbæk Provsti (Roskilde Stift). Sognet blev 2. december 2012 lagt sammen med Skamstrup Sogn til Skamstrup-Frydendal Sogn.
I 1800-tallet var Frydendal Sogn anneks til Skamstrup Sogn. Begge sogne hørte til Tuse Herred i Holbæk Amt. Skamstrup-Frydendal sognekommune blev ved kommunalreformen i 1970 indlemmet i Tornved Kommune, der ved strukturreformen i 2007 indgik i Holbæk Kommune.
I Frydendal Sogn lå Frydendal Kirke.
I sognet findes følgende autoriserede stednavne:
- Simmenfeld (bebyggelse, ejerlav)
- Torbenfeld (bebyggelse, ejerlav, landbrugsejendom)